# Cốc uống

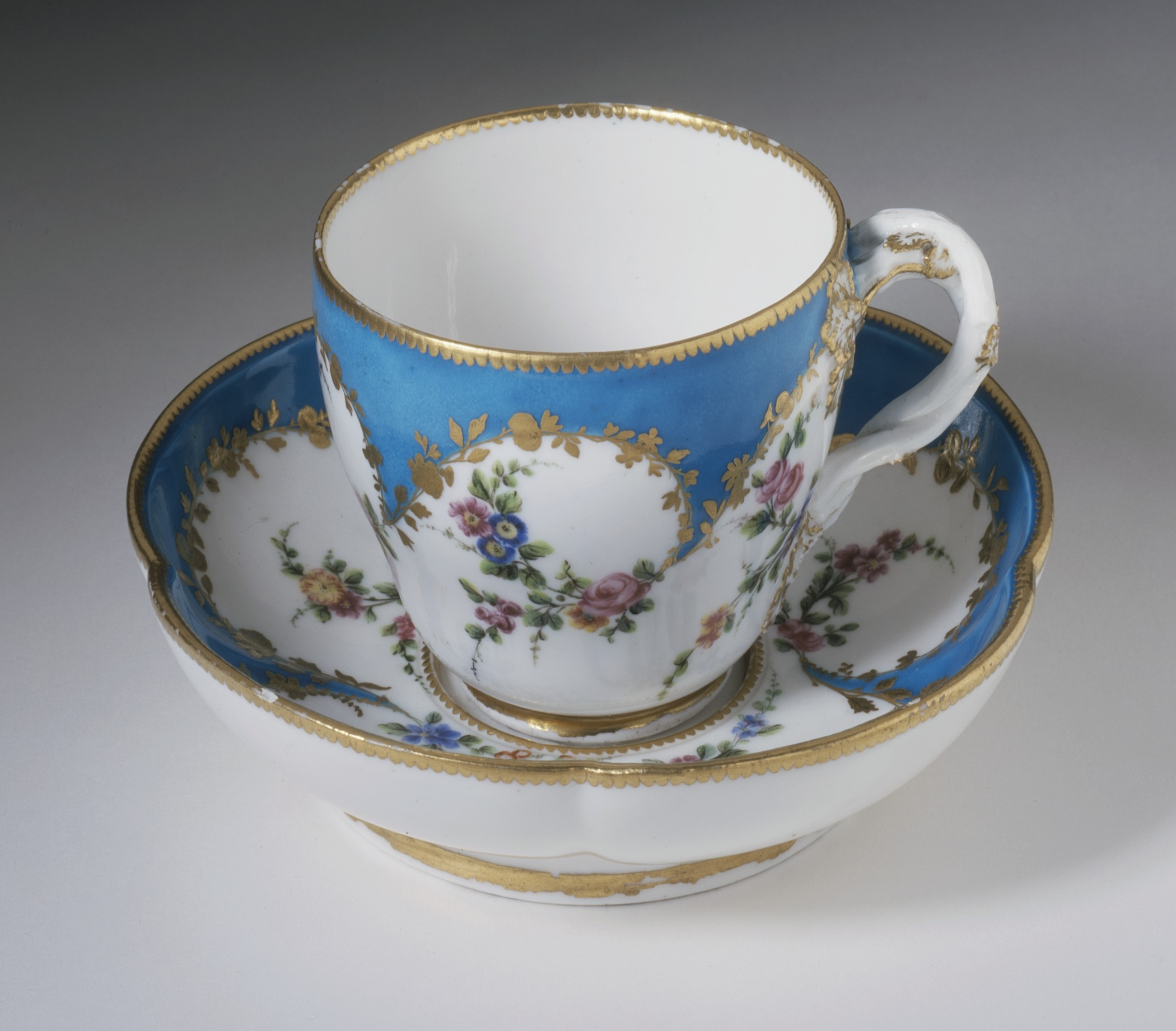
Cốc Rococo với đĩa, khoảng năm 1753, sứ dán mềm với men gốm và men, Bảo tàng Nghệ thuật Hạt Los Angeles

Một cốc/ tách/ ly uống hoặc chén là một vật chứa mở được sử dụng để giữ chất lỏng để rót hoặc uống; nó cũng có thể được sử dụng để lưu trữ chất rắn để rót (ví dụ, đường, bột, ngũ cốc). Cốc có thể được làm bằng thủy tinh, kim loại, sứ, đất sét, gỗ, đá, polystyrene, nhựa, nhôm hoặc các vật liệu khác, và thường được cố định bằng thân cây, tay cầm hoặc các vật trang trí khác. Cốc được sử dụng để làm dịu cơn khát trên nhiều nền văn hóa và tầng lớp xã hội, và các kiểu cốc khác nhau có thể được sử dụng cho các chất lỏng khác nhau hoặc trong các tình huống khác nhau. Cốc có kiểu dáng khác nhau có thể được sử dụng cho các loại chất lỏng hoặc thực phẩm khác như cốc trà và cốc đo lường, trong các tình huống khác nhau (ví dụ tại trạm nước hoặc trong các nghi lễ và nghi lễ), hoặc để trang trí.

## Lịch sử
Cốc là một cải tiến rõ ràng so với việc sử dụng tay hoặc bàn chân để giữ chất lỏng. Chúng gần như chắc chắn đã được sử dụng từ trước khi lịch sử được ghi lại, và đã được tìm thấy tại các địa điểm khảo cổ trên khắp thế giới. Những chiếc cốc thời tiền sử đôi khi được chế tạo từ vỏ sò và đá rỗng.

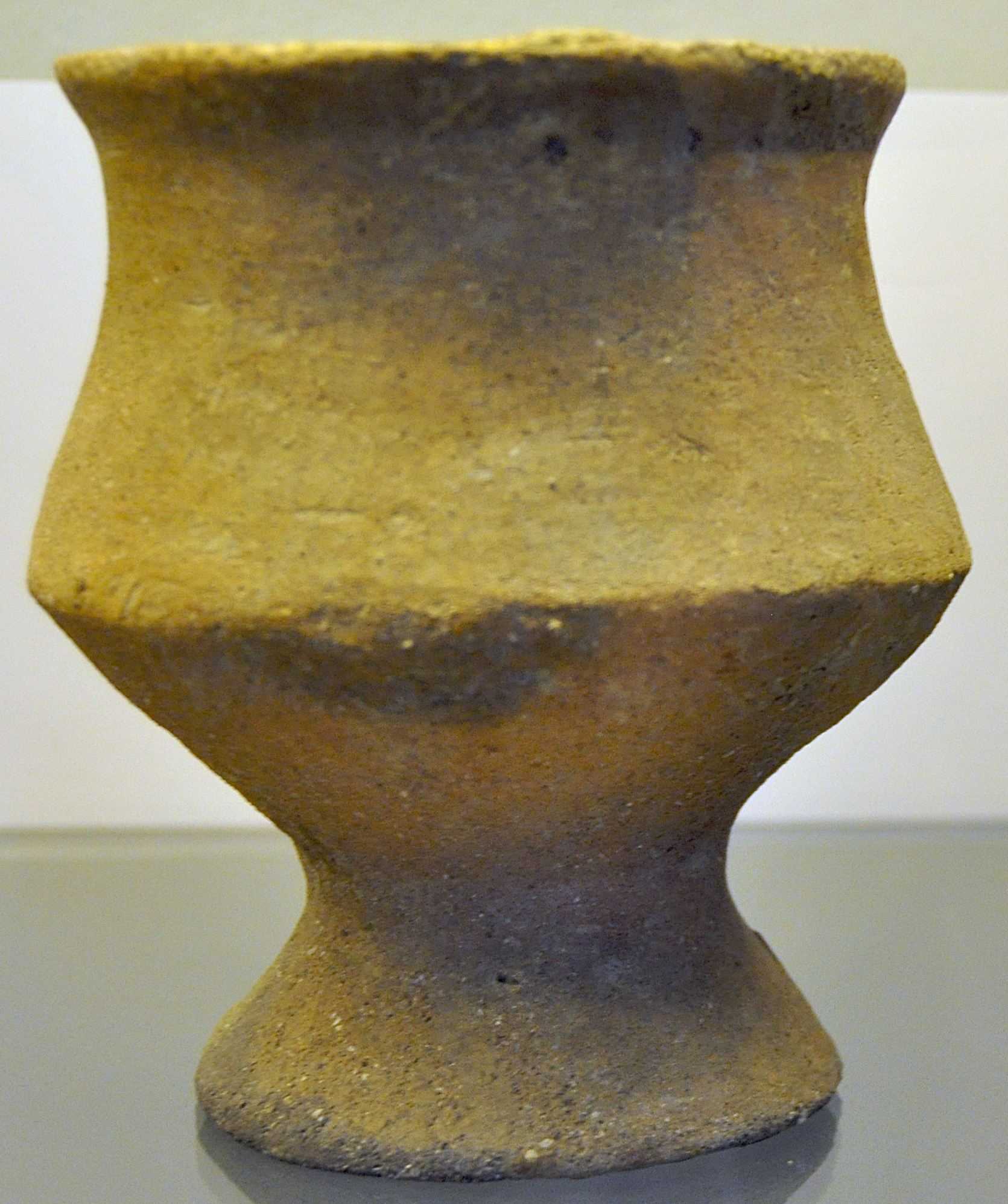
Một chiếc cốc bằng đá cổ (đất nung) từ văn hóa Sa Huỳnh (Việt Nam hiện đại)

Trong văn minh Lưỡng Hà cổ, cốc đã được thực hiện cho nhiều mục đích, có thể bao gồm việc vận chuyển và uống đồ uống có cồn.
Có một bằng chứng cho thấy Đế chế La Mã có thể đã truyền bá việc sử dụng cốc trên khắp châu Âu, với các ví dụ đáng chú ý bao gồm cốc bạc ở xứ Wales và cốc thủy tinh đổi màu ở Thrace cổ đại. Ở Anh, những chiếc cốc đã được phát hiện có niên đại vài nghìn năm, bao gồm Cúp vàng Rillaton, khoảng 3.700 năm tuổi. Cốc được sử dụng ở châu Mỹ vài thế kỷ trước khi người châu Âu đến. Xung quanh Vịnh Mexico, các xã hội người Mỹ bản địa đã sử dụng ốc xà cừ để uống cốc, trong số các mục đích khác. 

## Ý nghĩa văn hóa và công dụng của cốc
Vì cốc là một phần không thể thiếu trong ăn uống từ thời xa xưa, chúng đã trở thành một phần có giá trị trong văn hóa của con người. Hình dạng hoặc hình ảnh của một chiếc cốc xuất hiện ở nhiều nơi trong nền văn hóa của con người. 

### Chiếc cốc của Vua
Trong lịch sử, các quốc vương đã lo ngại về vụ ám sát thông qua ngộ độc. Để tránh số phận này, họ thường sử dụng những chiếc cốc chuyên dụng, có người mang cốc để bảo vệ họ. Một "cốc thần thánh" được cho là có thể phát hiện chất độc. Trong Kinh thánh, Joseph giải thích một giấc mơ cho người mang cốc của Pharaoh, và một chiếc cốc thần thánh bạc đóng vai trò quan trọng trong sự hòa giải của anh với anh em mình. 
Cốc spa là loại cốc đặc biệt được sử dụng để uống nước khoáng hoặc nước nóng trực tiếp từ một con suối, được phát triển ở phía tây bắc Bohemia trong thế kỷ 17 và hiện là một phần của văn hóa dân gian Séc. 

### Sử dụng tôn giáo

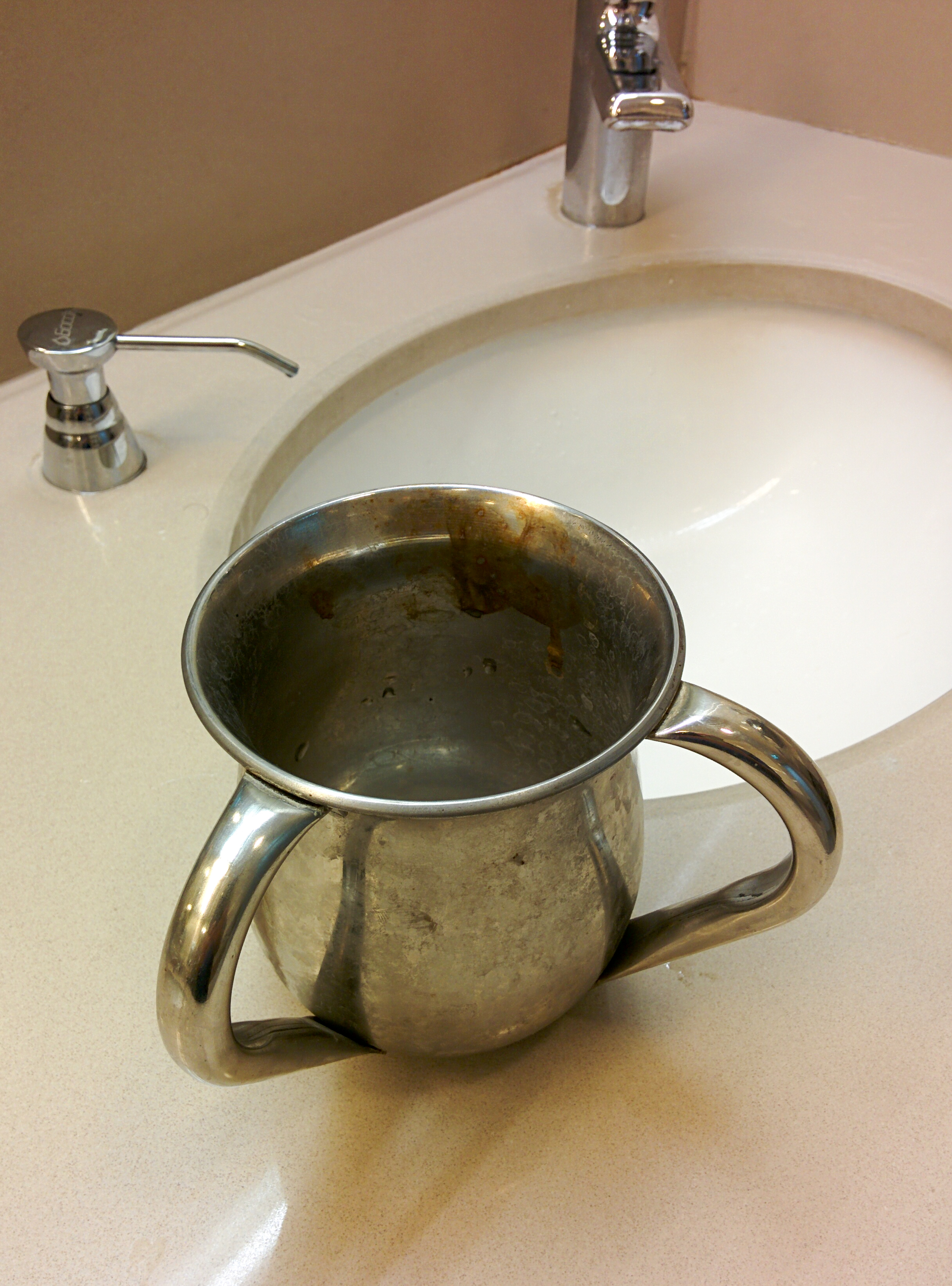
Một cốc Natla (נַטְלָה) hai quai được sử dụng để rửa theo nghi lễ trong đạo Do Thái

Trong nghi thức rước lễ của Kitô hữu, các tín đồ uống từ một chén rượu (hoặc một chất thay thế rượu) để kỷ niệm Bữa Tiệc Ly của Chúa Giêsu. Một chén thánh thường được sử dụng cho mục đích này. 
Thực hành tôn giáo Hy Lạp cổ đại bao gồm cả những lời cầu nguyện. Các rhyton là một cốc được sử dụng cho những lời cầu nguyện. 

### Sử dụng ẩm thực
Cốc đo lường, một sự thích nghi của một chiếc cốc đơn giản, là một công cụ tiêu chuẩn trong nấu ăn đã được sử dụng ít nhất là từ thời La Mã. Ngoài việc phục vụ như bình uống, cốc có thể được sử dụng thay thế cho bát như một vật chứa, đặc biệt, cho súp. Bí quyết đã được xuất bản để nấu các món ăn khác nhau trong cốc trong lò vi sóng.

### Huy hiệu
Chalices đôi khi được sử dụng trong huy hiệu, đặc biệt là huy hiệu giáo hội. Kronkåsa là một loại cốc gỗ tinh xảo được giới quý tộc Thụy Điển sử dụng trong thời Phục hưng. 

### Sự phát triển của trẻ
Uống từ cốc là một bước quan trọng trên con đường trở thành một đứa trẻ mới biết đi. Trẻ em nên chuyển từ chai sang cốc từ sáu tháng đến một tuổi. Cốc Sippy thường được sử dụng cho quá trình chuyển đổi này. 

### Danh hiệu thể thao

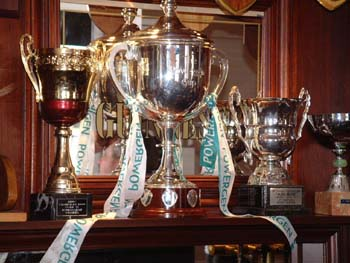
Nhiều chiến lợi phẩm có hình dạng của một chiếc cúp, thường là một chiếc cốc yêu thương. Trong các môn thể thao, bản thân các cuộc thi thường mang tên của chiếc cúp hình chén được trao.

Nhiều chiến lợi phẩm có hình dạng của một chiếc cốc lớn, được trang trí. Trong các trường hợp như FIFA World Cup và Stanley Cup, bản thân cuộc thi có thể phát triển để mang tên chiếc cúp được trao cho người chiến thắng. Do việc sử dụng phổ biến các danh hiệu hình chiếc cốc làm giải thưởng cho người chiến thắng, một số lượng lớn các cuộc thi quốc gia và quốc tế được gọi là "cúp".

### Trò chơi
Trong bói toán Tarot, bộ đồ ly được liên kết với yếu tố nước và được coi là tượng trưng cho cảm xúc, trực giác và tâm hồn. Thẻ có cốc thường liên quan đến tình yêu, mối quan hệ, nỗi sợ hãi và ham muốn.
Nhiều loại cốc khác nhau đã được thiết kế sao cho việc uống chúng mà không bị đổ là một thách thức. Chúng được gọi là cốc câu đố. 
- Cốc Pythagore
- Cốc hỗn hợp
- Câu đố

Trò chơi cốc liên quan đến ly nhựa nổi bật nhịp nhàng.

### Cốc quảng cáo
Trong thế giới phát triển, cốc thường được phân phối cho mục đích quảng cáo. Ví dụ, một công ty có thể phân phối cốc có logo của họ tại một triển lãm thương mại hoặc một thành phố có thể phát ra những chiếc cốc có khẩu hiệu thúc đẩy tái chế. Có những công ty cung cấp dịch vụ in khẩu hiệu lên cốc.

### Sử dụng và ý nghĩa cốc solo
Cốc solo (đặc biệt là màu đỏ) mang ý nghĩa văn hóa mạnh mẽ, đặc biệt là ở Mỹ, thường đề cập đến việc tiêu thụ đồ uống có cồn.

## Các loại
Tên của các loại cốc khác nhau tùy theo khu vực và có thể trùng nhau. Bất kỳ cốc trong suốt, bất kể thành phần thực tế, có khả năng được gọi là "ly"; do đó, trong khi một cốc làm bằng giấy là "cốc giấy", thì một cốc trong suốt để chụp ảnh uống được gọi là "ly shot", thay vào đó. 

### Cốc đựng đồ uống nóng

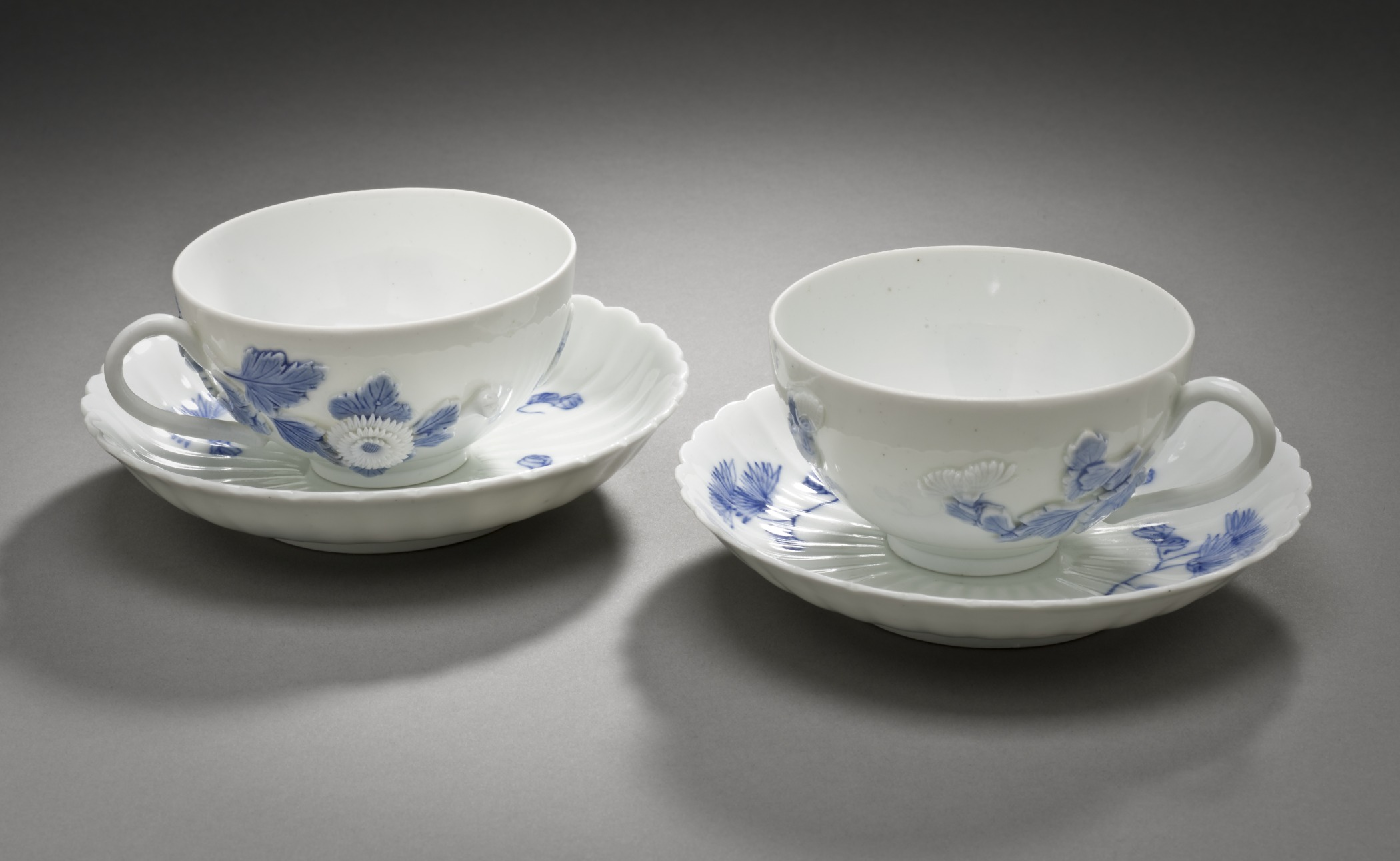
chén trà trên đĩa lót chén (saucer)

Trong khi về lý thuyết, hầu hết các cốc rất phù hợp để chứa chất lỏng có thể uống được, đồ uống nóng như trà thường được phục vụ trong cả cốc cách nhiệt hoặc tách trà bằng sứ. 
- Tách cà phê
- Mazagran
- Cái ca
- Teacup
- Bình giữ nhiệt
- Cốc du lịch

### Cốc dùng một lần
Cốc dùng một lần được dự định chỉ được sử dụng một lần. Chúng thường được sử dụng bởi các nhà hàng thức ăn nhanh và cửa hàng cà phê để phục vụ đồ uống. Các tổ chức cung cấp nước uống, chẳng hạn như văn phòng và bệnh viện, cũng có thể sử dụng cốc dùng một lần vì lý do vệ sinh. 
- Cốc giấy
- Cốc nhựa
- Ly thủy tinh
- Cốc bọt

### Cốc đựng đồ uống có cồn
Một số kiểu cốc được sử dụng chủ yếu cho đồ uống có cồn như bia, rượu, cocktail và rượu. Có hơn một chục kiểu cốc riêng biệt để uống bia, tùy thuộc vào loại bia chính xác. Ý tưởng rằng một loại bia nhất định nên được phục vụ trong một cốc có hình dạng nhất định có thể đã được ban hành nhiều hơn cho mục đích tiếp thị, nhưng rất có thể có một số cơ sở trên thực tế đằng sau nó. Ly rượu vang cũng có nhiều hình dạng khác nhau, tùy thuộc vào màu sắc và kiểu dáng của rượu được dự định phục vụ trong chúng. 
- Bia Stein
- Kính thời trang cũ
- Quaich [28]
- Cốc sake (ochoko)
- Ly shot
- Xe tăng
- Ly rượu
- Chiếc cốc

### Khoản khác - không nhất thiết phải uống
- Cốc đo lường
- Cốc hút

## Hình ảnh

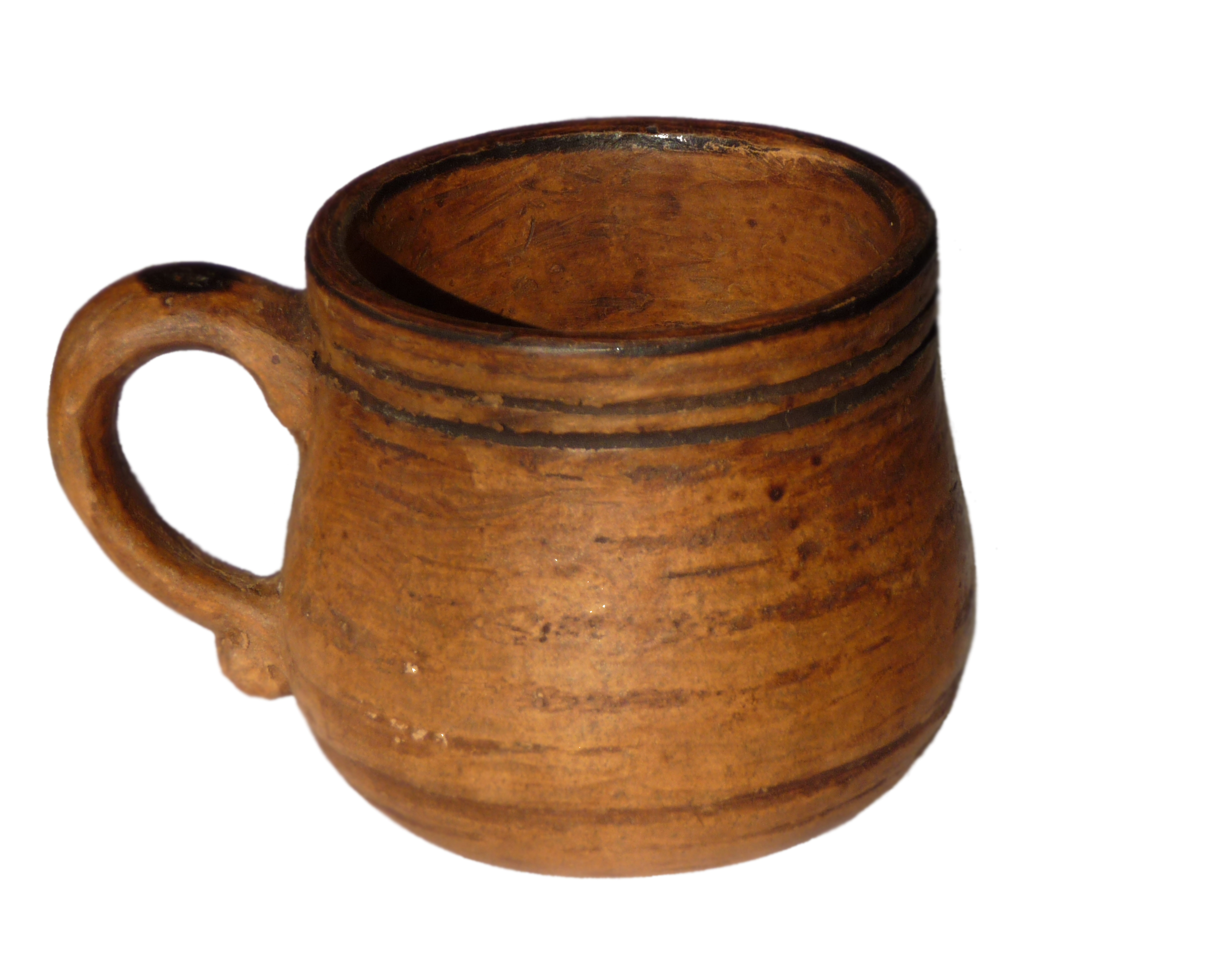
Cốc đất sét
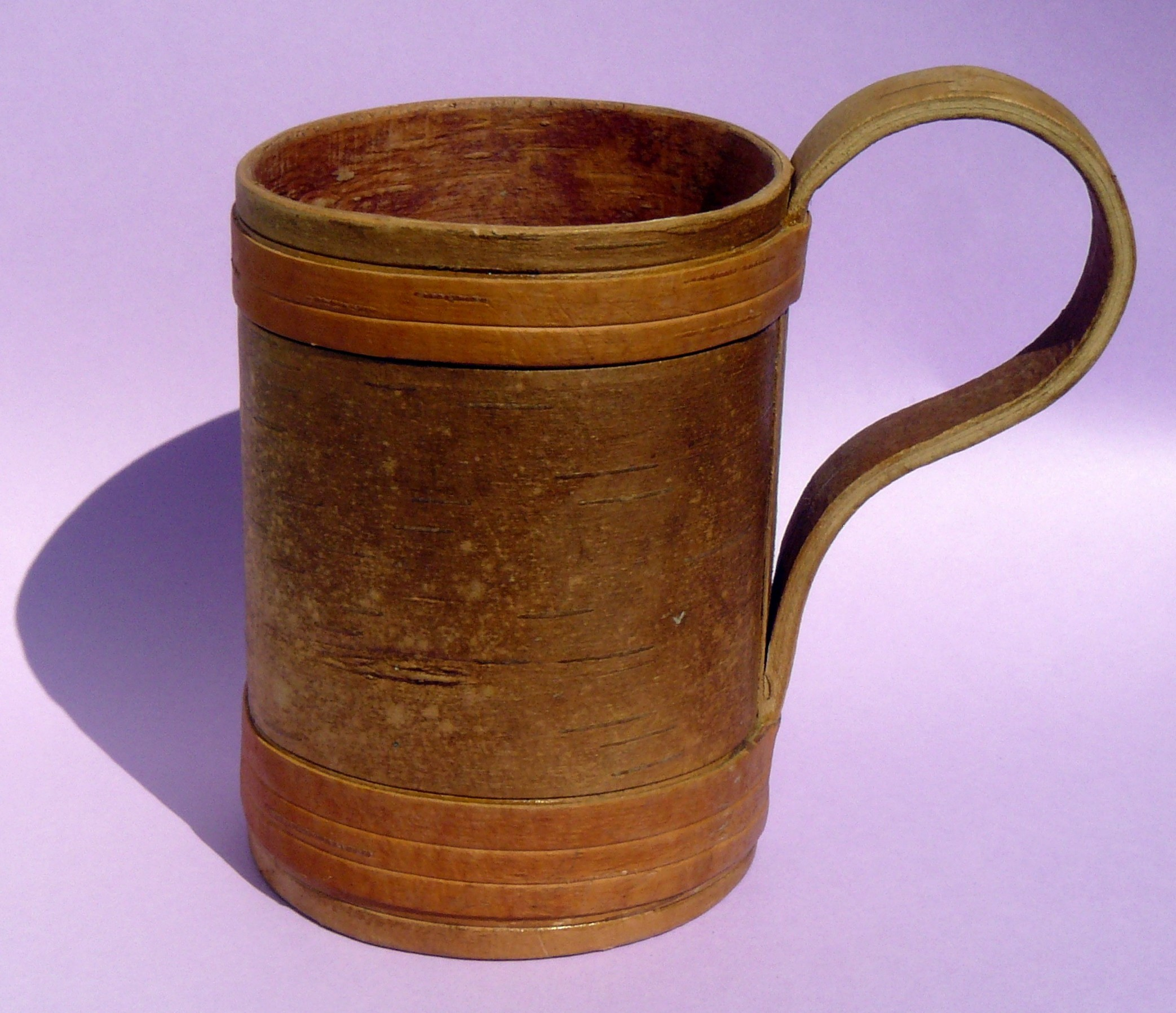
Cốc gỗ
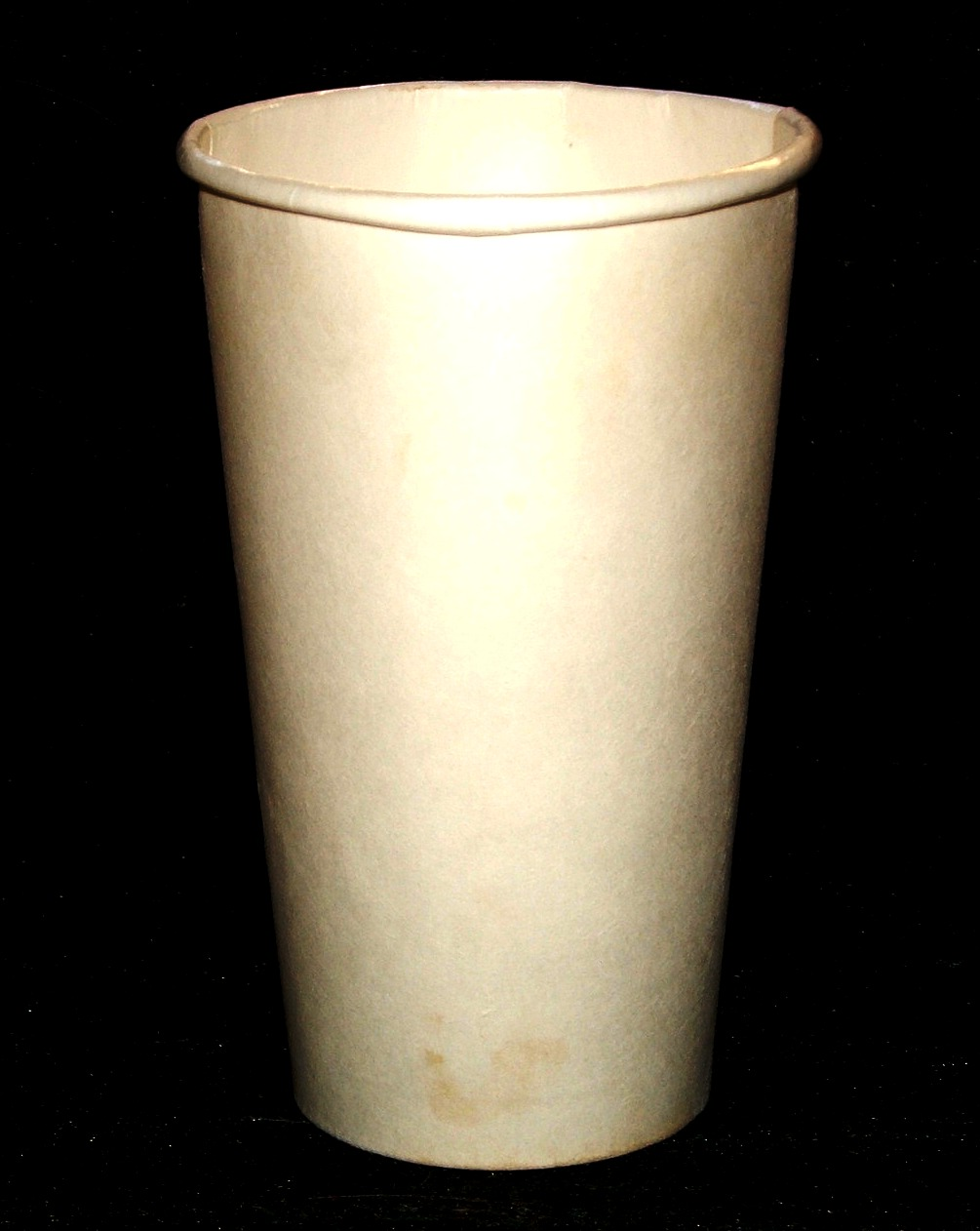
Cốc giấy
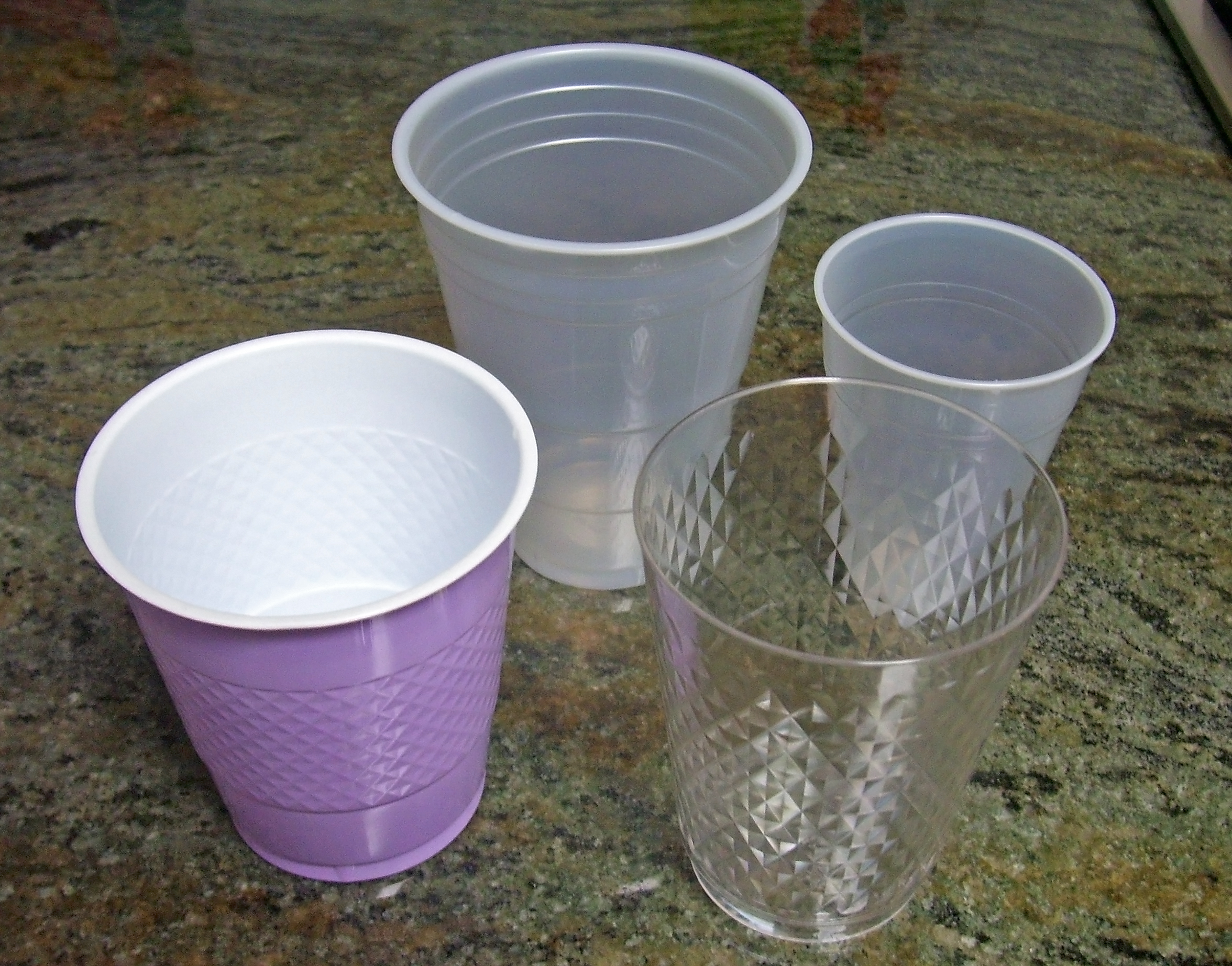
Ly nhựa
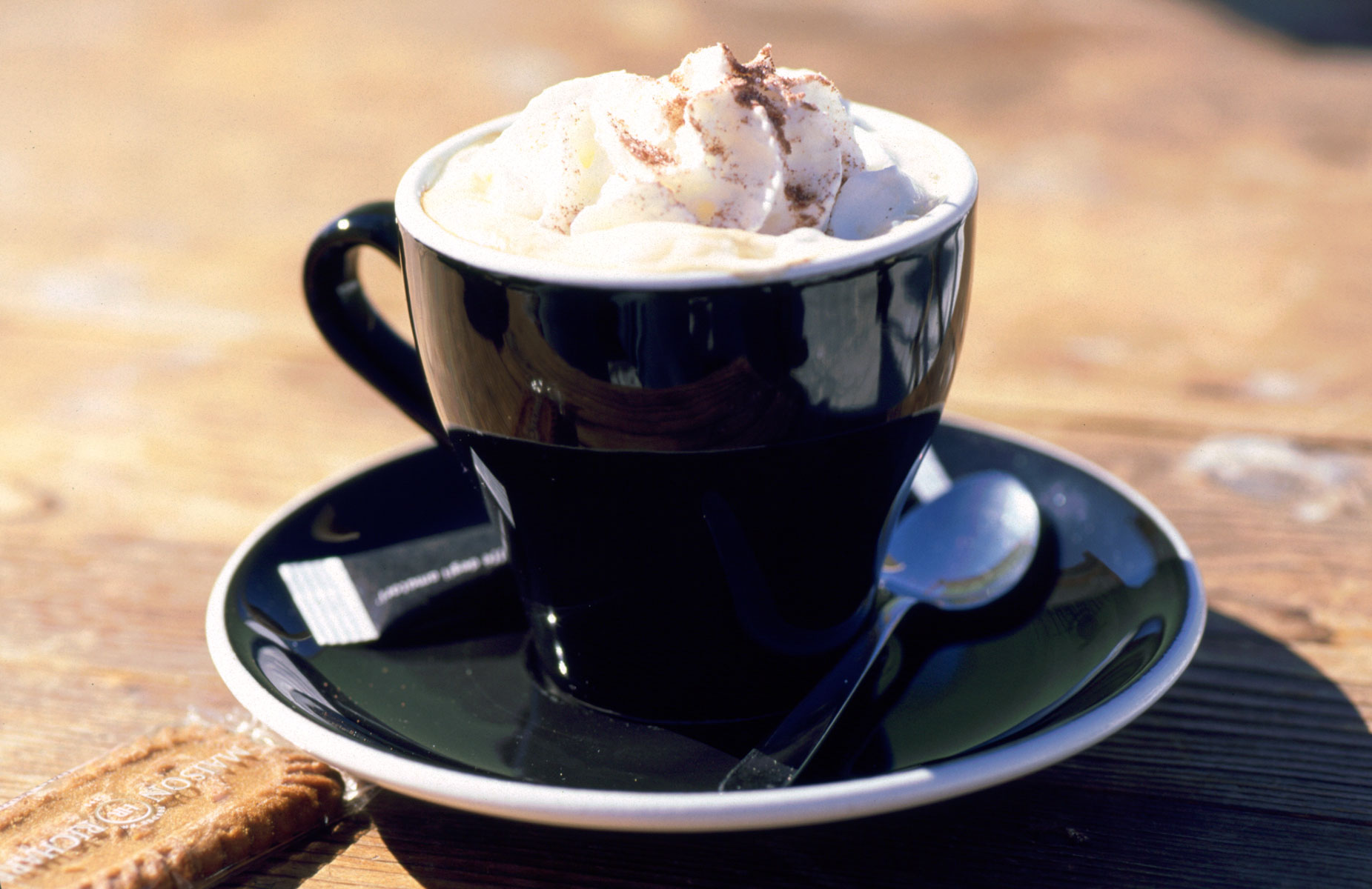
Một ly cappuccino
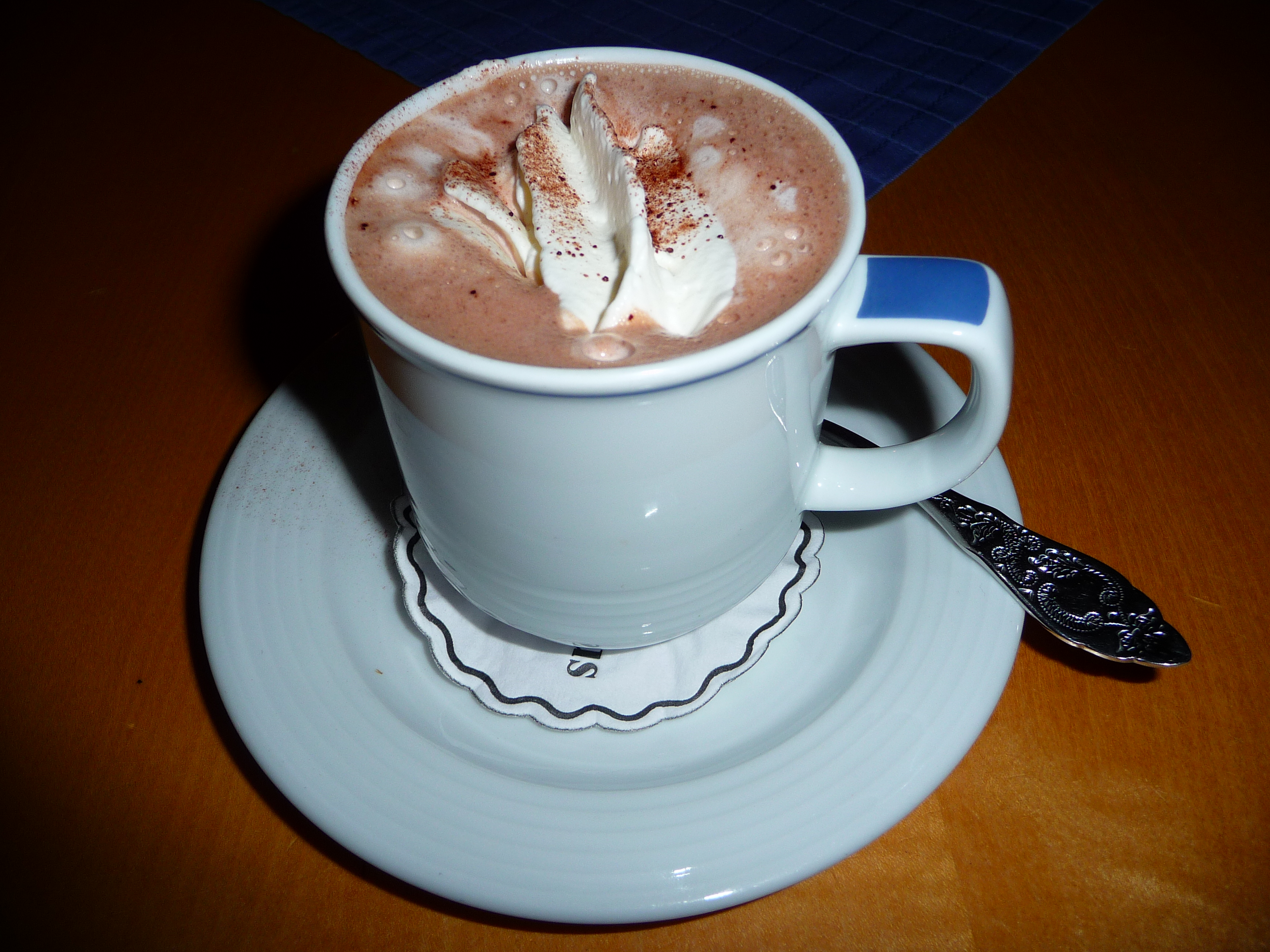
Chén sô cô la nóng
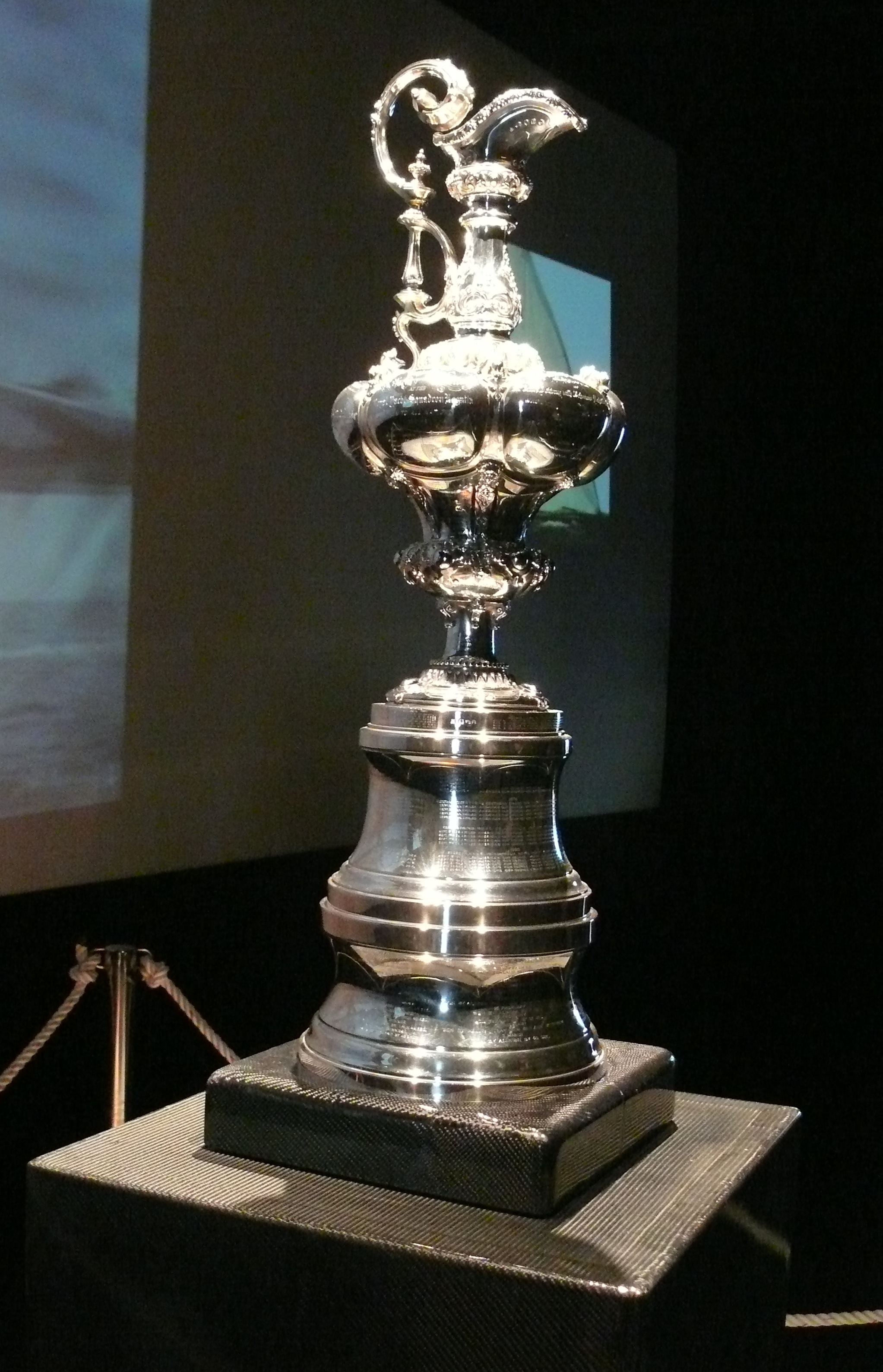
Cúp Mỹ lần thứ 33
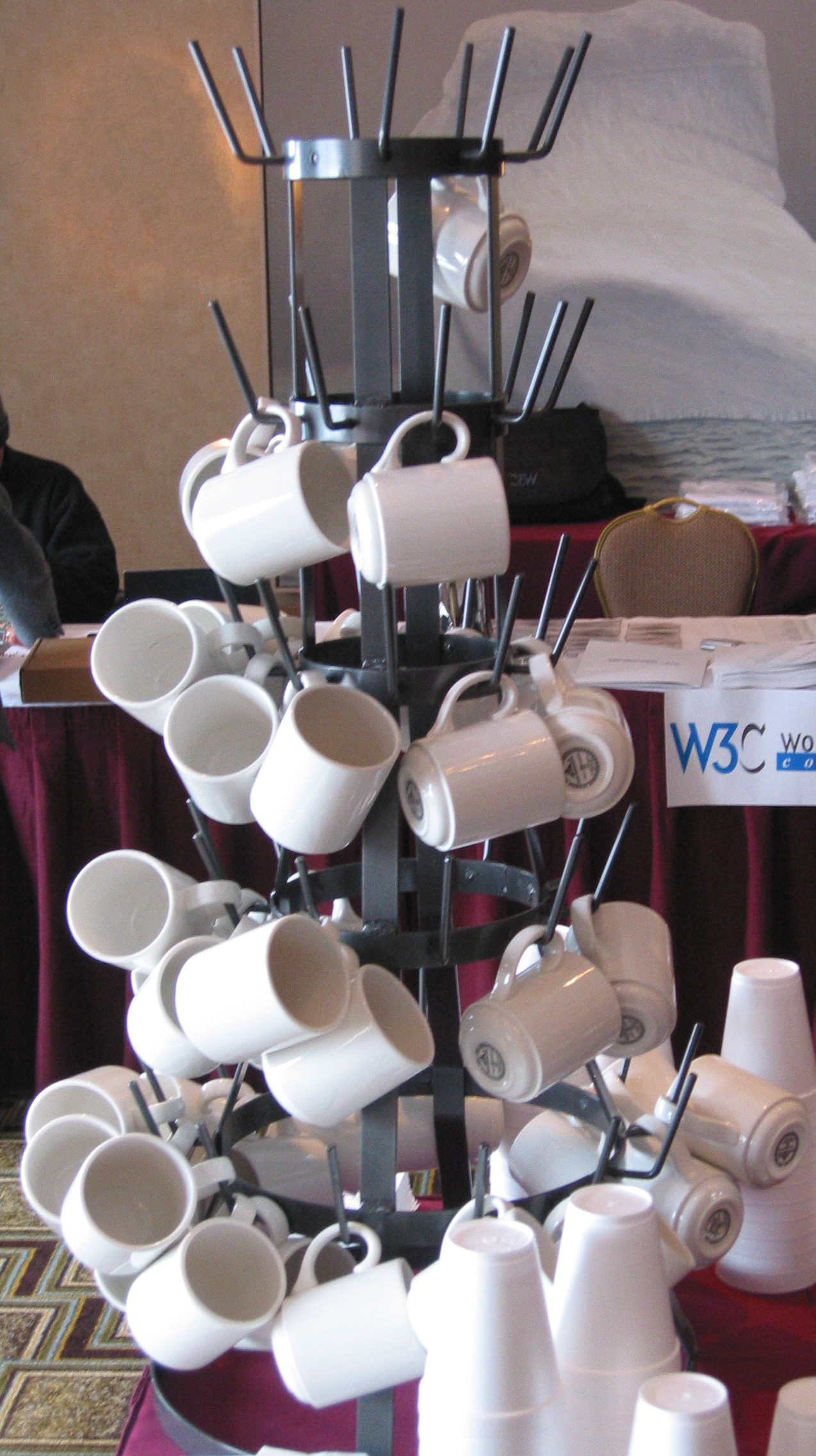
Mugtree